# Antonio Micallef
Frà Dominic Antonio Xaver Vicentino Micallef (* 20. Oktober 1725 in Valletta, Malta; † 24. Mai 1809 ebenda) war Konventualkaplan und Komtur des Malteserordens und lehrte an der Universität Malta.

## Ordenspriester
Nach seinem Theologiestudium wurde Antonio Micallef 1753 als Ordenskaplan in den Malteser-Ritterorden aufgenommen. Als Bürgerlicher und als gebürtiger Einwohner von Malta konnte er nur als Priester diesem Orden beitreten. Da Malta zu keiner Zunge (territoriale Gliederung) des Ordens gehörte, wurde er der italienischen Zunge zugewiesen und amtete von nun an als Konventskaplan. Daneben war er Almosenier der Sacra Infermeria, des großen Ordenshospitals und akademischen Lehrkrankenhauses in der Hauptstadt Valletta. Der Dienst im Hospital war neben dem militärischen Kampf gegen die islamischen Länder Hauptaufgabe der (Ritter-)Brüder, die vor ihrem Namen den Namenszusatz Frà (Bruder) führten.
Nachdem Micallef vom Papst die Genehmigung erhalten hatte, die Messe auch auf den Schiffen der Ordensmarine zu feiern, begleitete er die Kriegsschiffe während ihrer oft langen Einsätze. An Land dürfte er in Valletta, im Hause der Ordensgeistlichen, in der Casa Bellot, gewohnt haben. Dieses, im 18. Jahrhundert wieder aufgebaute Haus, liegt an der Kreuzung der Merchant zur Old Theater Street. In Anbetracht seiner Verdienste erhielt Micallef eine Kommende in Italien zu seinem Nießnutz. Er avanciert damit zu einem Komtur; sein Lebensstandard sowie die Stellung innerhalb des Ordens dürfte sich damit verbessert haben.

## Professor
Der Ordensgroßmeister Pinto hatte 1769 die Publica Universita di Studi Generali in Valletta gegründet, die 1771 den Lehrbetrieb aufnahm. Dort lehrte Micallef von 1771 bis zu seinem Tode vor allem Zivilrecht. Lediglich während der französischen Besatzungszeit (1798–1800) ruhte der Lehrbetrieb.
Während der Regierungszeit des Großmeisters Rohan wurde das Landesrecht Maltas, der Code Rohan mitunter kompilierend neu kodifiziert und 1784 unter der offiziellen Bezeichnung Del Dritto Municipale di Malta ... 1784 publiziert. In das zeitweilig turbulente Gesetzgebungsverfahren brachte sich Micallef ein, veröffentlichte eine Stellungnahme und arbeitet schließlich im Redaktionsteam mit.
Bis zum heutigen Tag bekannt wurde er für seine Vorlesungsreihe über das Recht des Malteserordens. Diese Vorlesungen wurden auf Malta in der damaligen Amtssprache der Insel und des Ordens, auf Italienisch, gedruckt. Sie liegen heute auch in englischer Übersetzung vor. Die Druckgenehmigung wurde mit dem Zusatz erteilt, dass Micallefs Ausführungen kein Präjudiz für Gerichtsentscheidungen sein sollen. Dieses Lehrbuch mit seinem Stand von 1791/92 ist noch heute von aktueller Bedeutung. Es fußt auf den neu gefassten Ordensstatuten, dem Codice del Sacro Militare Ordine Gerosolimitano (1782), ebenfalls Code Rohan genannt, und es gilt noch heute, allerdings subsidiär, im Malteserorden.
Frà Antonio Micallef entschlief friedlich im Alter von 84 Jahren auf Malta, fast zehn Jahre nachdem sein Orden von der Insel vertrieben worden war und der Ordensstaat Malta aufgehört hatte zu existieren. Er wurde in der Ordenskirche (heute: St. John’s Co-Cathedral) unterhalb des Oratoriums, in der Bartolott-Crypta, beigesetzt. Die Kirche ist berühmt durch die vielen Grabplatten (farbige Marmorintarsienarbeiten) für die auf Malta verstorbenen Ritterbrüder. Micallef war das letzte Ordensmitglied, das – dann schon unter britischer Herrschaft – in dieser Kirche beigesetzt wurde, allerdings keine Grabplatte mehr erhielt.